# Staurastrum capitulum
Staurastrum capitulum là một loài Song tinh tảo trong họ Desmidiaceae, thuộc chi Staurastrum.